# Грегуль Валентин Миколайович
Гре́гуль Валенти́н Микола́йович (нар. 9 грудня 1973, Біла Церква, Київська область, СРСР) — радянський та український футболіст, що виступав на позиції захисника. Відомий завдяки виступам у тернопільській «Ниві», івано-франківському «Прикарпатті», київському ЦСКА та ще низці українських клубів. У складі молодіжної збірної України провів 1 матч.

## Життєпис
Валентин Грегуль народився у Білій Церкві, де й почав займатися футболом у місцевій ДЮСШ. Пізніше він здобував футбольні ази у харківській ШІСП та товаристві «Трудові резерви» (Львів). На професійному рівні дебютував у 1991 році в складі дрогобицької «Галичини». Провівши два непогані сезони, перейшов до тернопільської «Ниви», завдяки виступам у якій і став відомим. У Тернополі Грегуль провів 5,5 сезонів, ставши незамінним гравцем команди та відігравши більше 100 матчів у чемпіонатах України. Крім того, своєю грою він заслужив виклик до молодіжної збірної України, за яку зіграв один матч, вийшовши на 85-й хвилині замість Валерія Кривенцова у матчі проти «молодіжки» Словаччини, що відбувся 30 березня 1994 року.
У 1998 році Валентин опинився у донецькому «Металурзі», де провів другу частину сезону 1997/98, однак залишив клуб, відгукнувшись на пропозицію київського ЦСКА, що якраз отримав право грати у єврокубках. Розпочався сезон для Грегуля досить непогано — він був основним правим захисником армійців як у чемпіонаті країни, так і у матчах Кубка Кубків, однак у другому колі на полі майже не з'являвся, виступаючи переважну у складі ЦСКА-2. Звичайно, футболіста це не могло задовольнити і він вирішив змінити оточення.
На початку сезону 1999/2000 захисник опинився у івано-франківському «Прикарпатті». За підсумками першого сезону прикарпатці залишили вищу лігу, однак сам Грегуль діяв доволі непогано, розкривши в собі, окрім всього, ще й бомбардирський талант. Наступного сезону падіння клубу продовжилося, «Прикарпаття» боролося за виживання вже у першій лізі і виконало завдання не в останню чергу саме завдяки своєму правому захиснику, що відзначився у матчах чемпіонату 8 разів.
Бажаючи пограти на більш високому рівні, Грегуль прийняв пропозицію львівських «Карпат», однак щось у столиці Галичини у футболіста пішло не так і по закінченню першого кола Валентин перейшов до олександрійської «Поліграфтехніки». На зимових зборах гравцю почали докучати травми і на друге коло олександрійці його взагалі не заявили, а після проходження курсу лікування Грегуль повернувся до «Прикарпаття». Однак заграти на рівні минулих сезонів Валентину ніяк не вдавалося і після 1,5 сезонів у складі тернопільської «Ниви», що розмежовувалися одним колом у лавах «Буковини», футболіст вирішив повісити бутси на цвях.